# تريفور هوغن
تريفور هوغن (بالإنجليزية: Trevor Hogan)‏ هو لاعب اتحاد الرغبي أيرلندي، ولد في 19 نوفمبر 1979 في تيبيراري في جمهورية أيرلندا.

## وصلات خارجية
- تريفور هوغن عل موقع إسبنسكروم (الإنجليزية)
- تريفور هوغن على موقع ItsRugby.co.uk (الإنجليزية)